# فرنسيس هنري شيبرد
فرنسيس هنري شيبرد هو سياسي كندي، ولد في 30 سبتمبر 1857، وتوفي في 15 أغسطس 1938. انتخب عضو مجلس العموم الكندي.